# حبیب‌الله پیمان
حبیب‌الله پیمان (زادهٔ ۱۳۱۴ در شیراز) فعال سیاسی چپ‌گرای مذهبی و سوسیالیست ایرانی است. او عضو کمیته رهبری «شورای فعالان ملی مذهبی» و از اعضای مؤسس و دبیرکل «جنبش مسلمانان مبارز» است.
نهضت خداپرستان سوسیالیست و همراهی با محمد نخشب و حسین راضی، عضویت در حزب مردم ایران و همگامی در نهضت ملی به رهبری محمد مصدق، برجسته‌ترین مقاطع شروع زندگی سیاسی پیمان است. روندی که منتهی به بازداشت وی پس از کودتای ۲۸ مرداد شد.

## زندگی
او در ۱۳۱۴ خورشیدی در شیراز به دنیا آمد. در سال‌های نوجوانی به «نهضت خداپرستان سوسیالیست» پیوست (همزمان با زمامداری رزم‌آرا) و مسئولیت بخش دانش‌آموزی این سازمان به او واگذار شد. او با آغاز مبارزات برای ملی کردن صنعت نفت، به مبارزان ملی پیوست، که در سال ۱۳۲۹ چند بار بازداشت شد.

### پیش از انقلاب
او در شیراز مسئولیت سازمان جوانان حزب ایران را بعد از ائتلاف نهضت خداپرستان سوسیالیست با این حزب، عهده‌دار شد و مدتی بعد در کمیتهٔ ایالتی حزب عضو شد. هنگامی‌که «جمعیت آزادی مردم ایران» فعالیتش را آغاز کرد، او به عضویت شورای ایالتی و سازمان جوانان و تحریریهٔ نشریهٔ «کار و آزادی» درآمد.
پس از کودتای ۲۸ مرداد و آغاز مبارزات مخفی علیه کودتاچیان، حبیب‌الله پیمان توسط فرمانداری شیراز برای بار دوم بازداشت گشت. او در ۱۳۳۳ مسئولیت سازمان دانش‌آموزی «نهضت مقاومت ملی» را پس از ورود به دانشکدهٔ دندانپزشکی دانشگاه تهران، برعهده گرفت.
در سال ۱۳۳۴ بازداشت شد و چندی بعد به نمایندگی حزب در کمیتهٔ دانشگاهی نهضت مقاومت ملی درآمد که این موضوع باعث بازداشت دوبارهٔ او و دیگر اعضای نهضت مقاومت ملی چون محمد تقی شریعتی و علی شریعتی در سال ۱۳۳۶ شد.
در سال ۱۳۳۸ همراه با دیگر اعضای کمیتهٔ دانشگاه، سازماندهی نخستین تظاهرات سراسری دانشجویان دانشگاه تهران را صورت دادند، که به بازداشت و محکومیت او در دادگاه نظامی ارتش منجر شد.
در ۱۳۴۰ در کمیتهٔ مرکزی «حزب مردم ایران» عضو شد و در این سال‌ها به تدوین دو رساله با عناوین «مردم ایران در آستانهٔ تحول اجتماعی» و «دو اصل از سوسیالیسم مردم ایران» پرداخت.
در سال ۱۳۴۱، کارشناسی ارشد خود را از دانشگاه تهران در رشتهٔ جامعه‌شناسی دریافت کرد، هرچند با مخالفت ساواک در عضویت او در وزارت بهداری به عنوان دندانپزشک، مشارکت خود را در انستیتو تحقیقات بهداشتی در زمینهٔ پژوهش‌های بهداشتی و جامعه‌شناختی روستاها و عشایر شروع کرد. در همان سال در رهبری تظاهرات و اعتصابات دانشجویی و تحصن معروف دانشجویان دانشگاه حضور فعال داشت.
در ۱۳۴۲ سخنرانی‌های پرشوری را همزمان با تظاهرات مردمی ۱۵ خرداد انجام داد که در پی آن به همراه بسیاری دیگر از مبارزان ملی مذهبی بازداشت شد. در این سال «جنبش آزادی‌بخش مردم ایران (جاما)» را پس از جمع‌بندی قیام ۱۵ خرداد و پایان مبارزات «نهضت مقاومت» و «جبهه ملی ایران» با همکاری کاظم سامی ایجاد و مشی مبارزه برای سرنگونی حکومتی سلطنتی را تدوین کرد. در ۱۳۴۳ در جبههٔ ملی سوم شرکت کرد و تألیف کتاب «خصوصیات اجتماعی-اقتصادی و فرهنگی ایل قشقایی» را در همین سال به انجام رساند.
از تابستان ۱۳۴۳ نشریات جاما تحت عنوان «این است دشمن مردم» و «اکنون چه باید کرد» منتشر شد، و در نشریه سوم تحت عنوان «این است راه پیروزی» مشی مبارزه مسلحانه علیه حاکمیت را به عنوان تنها راه نجات کشور تبلیغ کرد.
پیمان به اتهام اقدام علیه امنیت کشور در سال ۱۳۴۴ زندانی شد. او در سال ۱۳۴۸ دورهٔ کارشناسی ارشد بهداشت عمومی با گرایش جمعیت را به پایان رساند، و تا سال ۱۳۵۴ علاوه بر تأسیس و فعالیت در مکتب توحید، در کمیتهٔ تدوین ایدئولوژی اسلامی با سازمان‌های مبارز کشور همکاری داشت.
این فعالیت‌ها بود که زمینهٔ اخراج او از دانشگاه به دستور ساواک و بازداشتش برای مدتی را فراهم کرد. «جنبش مسلمانان مبارز» را از سال ۱۳۵۵ به بعد سازمان‌دهی کرد و از حرکت‌های مبارزاتی مسلحانه حمایت کرد، تا در سال ۱۳۵۶ پس از سخنرانی در دانشگاه زاهدان باز هم بازداشت شد.
در سال ۱۳۵۷ پس از ربایش وی توسط عوامل ساواک و ضرب و شتم در بیابان‌های تهران رها کردند که بعد از حادثه ۱۷ شهریور (جمعهٔ سیاه)، در بازداشتگاه کمیته مشترک ضد خرابکاری ساواک و شهربانی زندانی شد.

### پس از پیروزی انقلاب
بعد از پیروزی انقلاب، نشریهٔ هفتگی امت را راه‌اندازی کرد و به عضویت شورای انقلاب درآمد. بعد از این بود که پیشنهاد تصدی وزارت علوم و آموزش عالی و نیز استانداری خوزستان داده شد که او به دلیل باور به کارهای زیربنایی، این پیشنهادها را نپذیرفت و به عضویت در هیئت تدوین نظامنامه شوراها تحت نظر محمود طالقانی درآمد.
حبیب‌الله پیمان در سلسله‌مقالاتی با عنوان «مباحث ایدئولوژیک» از غیراسلامی بودن مالکیت مغازه‌ها در بازار  سخن می‌گفت: «این‌که [در اسلام] گفته شده هر کس زودتر به بازار رفت و مکانی را اشغال نمود تا شب حق تقدم در استفاده از آن دارد، دلیل است بر این‌که مغازه‌ها در مالکیت خصوصی افراد نبوده است... بازار هم مانند مسجد است. مکان‌های آن‌ها ملک خدا یعنی برای استفادۀ عموم است و هر کس زودتر مکانی را برای عرضه و فروش کالای خود اشغال کرد بر دیگران حق تقدم دارد و کرایه دادن هم معمول نیست.»
پیمان در ناآرامی‌های ابتدای انقلاب در کارخانجات مختلف سخنرانی می‌کرد و بر نقش و حضور شوراهای کارگری در کارهای اجرایی تأکید می‌کرد تا شوراهای کارگری باید قدرت اجرایی داشته باشند. او به شرکت مینو نیز رفت و در سخنرانی خود به کارگران اطمینان داد که بیرون‌کردن مالکان شرکت هیچ خسارتی به شرکت نمی‌زند. او در میان کارگران گفت: «شاه رفت. هیچ حادثه ای رخ نداد. خسروشاهی [مالک مینو] هم برود، هیچ چیزی نمی‌شود.»
با تحولاتی که از سال‌های دههٔ ۱۳۶۰ روی داد، پیمان بر مواضع خود در چارچوب «جنبش مسلمانان مبارز» استوار ماند. او در سال ۱۳۷۶ همزمان با هفتمین انتخابات ریاست‌جمهوری به عنوان کاندیدای جنبش معرفی شد، هرچند که رد صلاحیت شد. در سال ۱۳۷۹ همراه با شماری از نیروهای ملی-مذهبی بازداشت شد و چند ماه را در زندان انفرادی سپری کرد.
در حال حاضر او همچنان به فعالیت‌های خود، از جمله سخنرانی در مجامع دانشگاهی ادامه می‌دهد.
در جریان پیامدهای اعلام نتایج انتخابات ریاست جمهوری ایران (۱۳۸۸) وی که به همراه همسرش مرضیه مرتاضی لنگرودی در راهپیمایی ۱۳ آبان ۱۳۸۸ شرکت کرده‌بود، توسط حامیان دولت مورد ضرب و شتم شدید قرار گرفت.

## آثار و تالیفات
- مردم ایران در آستانهٔ یک تحول اجتماعی
- دو اصل سوسیالیسم مردم ایران
- چرا انسان متعهد و مسئول است.
- فلسفهٔ تاریخ از دیدگاه قرآن
- کار، مالکیت و سرمایه در اسلام
- گذار سرمایه‌داری به سوسیالیسم (ترجمه)
- گل سرخ توحید (تاریخ تحلیلی ظهور اسلام در چهار جلد)
- اصول پایه جامعهٔ توحیدی
- مبانی سنجش ارزش‌ها
- حیات و مرگ تمدن‌ها
- واژه‌های قرآنی
- انسان و مذهب
- نهضت نوح
- مبانی شناخت
- معاد یا تجدید حیات
- مرگ و زندگی
- سخنی با خویش
- دعوت به رهایی
- روش فهم قرآن
- تفسیر سوره‌های علق، مدثر، بلد، ق، قریش…
- وحی دانش و رهایی
- دعوت جاودانه به آزادی
- دین و حکومت
- تحلیل طبقاتی جامعهٔ ایران بعد از انقلاب
- از کجا آغاز کنیم
- چالش میان سنت و تجدد (دو جلد)
- اسلام و مردم‌سالاری (نقد نظریهٔ ولایت فقیه)
- اسلام و مردم‌سالاری (بررسی و نقد مبانی اندیشهٔ سیاسی شیعه)
- مروری بر اندیشه‌های فلسفی-اجتماعی دکتر نخشب
- زن در نگاه قرآن
- بررسی ریشه‌های مادی و فکری و چالش‌های موجود و امکان حل مسالمت‌آمیز آن‌ها
- موازین اساسی حقوق بشر
- تحول اندیشه‌های سیاسی در مغرب زمین
- چپ مستقل ایران
- مبانی جامعهٔ مدنی در اندیشهٔ دینی
- علم، ارزش و اخلاق
- اندیشهٔ سیاسی نزد متفکران مسلمان
- تجربهٔ زمامداری و اندیشهٔ سیاسی در صدر اسلام
- نقش و کارکرد ایدئولوژی در تحولات اجتماعی
- اصول و مبانی تشکیلات
- بحران در استراتژی
- ایران، ناامنی و بی‌ثباتی پایدار
- سه مقاله
- تجاوز به عراق، جنایت علیه بشریت